# 구 강경노동조합
구 강경노동조합은 대한민국 충청남도 논산시 강경읍 염천리에 있는 일제강점기의 건축물이다. 2007년 4월 30일 대한민국의 국가등록문화재 제323호로 지정되었다.

## 개요
강경노동조합 초대 조합장 정흥섭이 중심이 되어 1925년 신축한 건물로 원래는 2층 이었으나 현재 1층의 일본목조건축 양식을 지니고 있다. 정면 중앙부에 입구를 두고 돌출된 작은 지붕으로 포치를 구성하고 있는 정면5칸 측면3칸의 건물로 강경지역 근대 상권의 흥망성쇠를 엿 볼 수 있는 상징적 건물이다.

## 참고 자료
- 구 강경노동조합 - 국가유산청 국가유산포털